# Enwut
Enwut oder Île Anouit ist eine kleine Insel der Banks-Inseln im Norden des pazifischen Inselstaates Vanuatu.

## Geographie
Das kleine Motu liegt im Zentrum des Rowa-Atolls. Nur durch schmale Kanäle ist sie vom östlichen Riffsaum mit Wosu und Lomeur getrennt.
Im Süden schließt sich Watansa an, im Nordwesten, am anderen Ende des Atolls, liegt Peten Island.